# Noroeste del Pacífico

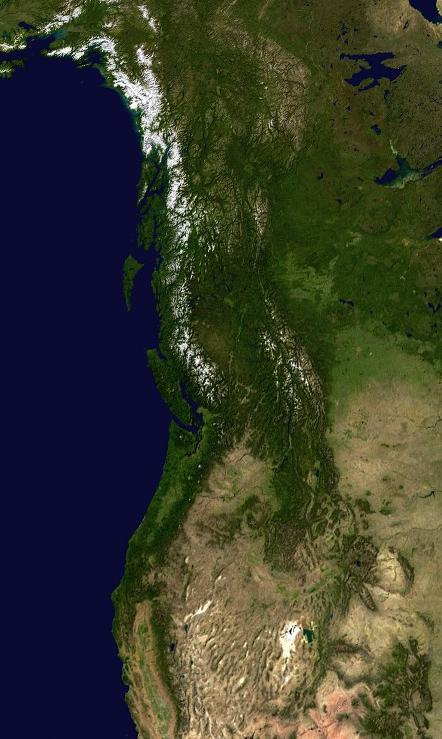
El Noroeste del Pacífico visto desde el espacio.

La región del Noroeste del Pacífico o el Pacífico Noroeste (del inglés: Pacific Northwest) es una región en el noroeste de América del Norte que limita, al oeste, con el océano Pacífico y, al este, con las Montañas Rocosas. Aunque no existe un acuerdo universal sobre las fronteras de la región, una de las definiciones mayormente aceptadas de la misma incluyen a los estados estadounidenses de Oregón, Washington y la  provincia canadiense de Columbia Británica. Definiciones más amplias incluyen al sureste de Alaska y parte del canadiense territorio del Yukón en el norte, las regiones montañosas del norte de California en el sur, y el estado de Idaho, la parte occidental de los estados de Montana y Wyoming, y la parte occidental de la provincia de Alberta. Definiciones más estrictas la limitan al Noroeste de Estados Unidos o a las zonas costeras al oeste de la cordillera de las Cascadas. La variedad de definiciones puede atribuirse parcialmente a los elementos históricos, geográficos y sociales comunes de la región.
La Costa del Noroeste está compuesta por las regiones del Noreste del Pacífico y la Meseta del Noroeste (también conocida comúnmente como "El Interior" en Columbia Británica y el Imperior Interior en Estados Unidos) El término Noroeste del Pacífico o Pacífico Noroeste no debe confundirse con el Territorio del Noroeste (también conocido como el Gran Noroeste un término histórico en Estados Unidos) o los Territorios del Noroeste de Canadá.
Las áreas metropolitanas más grandes de la región son las de Seattle, Washington, con 3.9 millones de habitantes; Gran Vancouver, Columbia Británica, con 2.4 millones; y Gran Portland, Oregón, con 2.2 millones de habitantes.
Un aspecto importante del Noroeste del Pacífico es la frontera internacional entre Canadá y Estados Unidos, originalmente establecida entre Estados Unidos y el Reino Unido en una época en la que los habitantes de la región eran en su mayoría pueblos nativos americanos. La frontera —en dos de sus sectores, a lo largo del paralelo 49 al sur de Columbia Británica y el Panhandle de Alaska al oeste de Columbia Británica— ha tenido una marcada influencia en la región. Según el historiador canadiense Ken Coates, «la historia y el carácter de la región han sido definidas por la frontera».

## Definición de la región

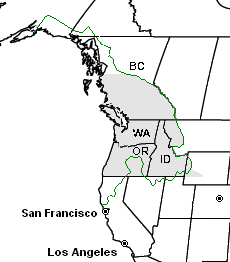
Existen varias definiciones del Noroeste del Pacífico, no existe ningún consenso definitivo. Este mapa muestra tres posibilidades. La región resaltada representa el antiguo Territorio de Oregón y la línea verde muestra la bioregión de las Cascadas (también conocida como la bioregión del Noroeste del Pacífico), definida por la cuenca de los ríos que fluyen hacia el océano Pacífico a través del bosque lluvioso templado de América del Norte". Una tercera definición es la que incluye los estados y provincias cuyos nombres figuran en el mapa (Washington, Oregón, Idaho y la provincia de Columbia Británica).

No existe una definición concluyente sobre los límites de la región del Pacífico Noroeste, incluso entre los habitantes de la zona. Una definición común del Pacífico Noroeste incluye a los estados americanos de Oregón y Washington, además de a la provincia canadiense de Columbia Británica. Esta definición frecuentemente es limitada incluso más e incluye solo las zonas costeras al oeste de la cordillera de las Cascadas y de las montañas de la Costa Canadiense.
Definiciones más amplias de la región pueden incluir al estado estadounidense de Alaska, el territorio canadiense de Yukón, la región noroccidental del estado de California, e incluso hasta el este de las montañas Rocosas. Las definiciones basadas histórico Territorio de Oregón se extienden más al este, incluyendo casi todo el estado de Idaho y las partes occidentales de Wyoming y Montana. Algunas veces el Noroeste del Pacífico es definido como el Noroeste de Estados Unidos, pero solo dentro de ese país. Muchas veces estas últimas dos definiciones son hechas por agencias gubernamentales cuyo alcance está limitado a los Estados Unidos. En resumen, las definiciones geográficas del Noroeste del Pacícifo norteamericano, además de Washington, Oregón, Idaho y Columbia Británica, pueden incluir el sureste de Alaska, el territorio de Yukón, el oeste de Montana, la costa norte de California y una pequeña parte del noroeste de Wyoming.

## Historia

### Pueblos nativos
El Noroeste del Pacífico ha estado habitado por un diverso número de pueblos nativos americanos durante miles de años, comenzando con los pueblos que exploraron y colonizaron la zona hace aproximadamente 15 000 años antes de la llegada de los europeos. La costa del Pacífico es vista por un creciente número de académicos como una de las más importantes rutas de migración de los pueblos del Pleistoceno en su traslado desde el noreste de Asia hacia las Américas. La evidencia arqueológica de los primeros habitantes de la zona no está muy bien preservada debido, en parte, a fuertes glaciaciones, inundaciones, y niveles del océano pos-glaciación que transformaron el paisaje en forma dramática. No obstante, han quedado evidencias de los pobladores paleolíticos de la región que datan de por lo menos hace 13 000 años. Incluso hay evidencias más antiguas de asentamientos humanos, que datan de hace más de 14 500 años y que han comenzado a ser descubiertas en el centro de Oregón.
Debido en parte a la riqueza de la costa del Noroeste del Pacífico y las pesquerías de ríos algunos de los pueblos nativos de la zona desarrollaron complejas sociedades sedentarias al mismo tiempo que se mantuvieron como cazadores-recolectores. La Costa del Noroeste del Pacífico es uno de los pocos lugares en los que cazadores-recolectores políticamente complejos evolucionaron y sobrevivieron a contactos históricos, y por lo tanto han sido vitales para antropólogos y arqueólogos que buscan comprender cómo funcionan sociedades complejas de cazadores y recolectores. Cuando los europeos llegaron por primera vez a la costa noroeste se encontraron con una de las sociedades de cazadores y pescadores más complejas del mundo, las cuales vivían en grandes aldeas sedentarias, con casas grandes, sistemas rango social y prestigio, rutas comerciales extensas, y muchos otros factores comúnmente asociados con sociedades basadas en la agricultura domesticada. Los pueblos nativos del interior de la región, para cuando entraron en contacto con los europeos, tenían una diversidad de culturas y sociedades. En algunas zonas había sociedades igualitarias y móviles. Otras, en especial las que estaban ubicadas sobre ríos grandes como el Columbia y el Fraser, tenían sociedades muy complejas, ricas y sedentarias, que competían con las de la costa.
En la Columbia Británica y el sureste de Alaska, los tlingit y los haida erigieron grandes y elaborados tótems grabados que se han convertido en íconos de las tradiciones artísticas del Noroeste del Pacífico. A lo largo de todo el Noroeste del Pacífico continúan viviendo miles de nativos, y algunos siguen practicando sus ricas tradiciones culturales.

### Primeras incursiones europeas
En 1579, el capitán británico y bucanero Francis Drake exploró la costa oeste de América del Norte hasta Oregón o incluso Columbia Británica antes de regresar a tierra en el sur para reparar sus barcos. En el lugar de su desembarco, probablemente cerca de lo que hoy en día es San Francisco, Drake reclamó la tierra para Inglaterra, llamándola New Albion. Juan de Fuca, un capitán griego al servicio de España, puede que haya sido quien descubrió el estrecho de Juan de Fuca cerca de 1592. El estrecho fue nombrado en su honor, pero si efectivamente fue él quien lo descubrió o no ha sido objeto de discusión por mucho tiempo. A principios de los años 1740, el Imperio ruso envió al danés Vitus Bering a la región. Para finales del siglo XVIII y hasta mediados del siglo XIX, colonos rusos había establecido varias postas comerciales y comunidades en la costa del noroeste del Pacífico, las cuales eventualmente llegaron hasta Fort Ross en California. El río Ruso en esta zona recibió su nombre en honor a estos asentamientos.
En 1774, el virrey de Nueva España envió a Juan José Pérez Hernández en el buque Santiago en dirección del Noroeste del Pacífico. Pérez desembarcó en las islas de la Reina Carlota el 18 de julio de 1774. La máxima latitud norte que alcanzó fueron 54º40'N. A ésta le siguió una segunda exploración española en 1775, al mando de Bruno de Heceta e incluyó a Juan Pérez y Juan Francisco de la Bodega y Quadra como oficiales. El 14 de julio de 1775 desembarcaron en la Península Olímpica cerca de la desembocadura del río Quinault. Debido a un brote de escorbuto, Heceta regresó a México el 17 de agosto de 1775 y avistó la desembocadura del río Columbia pero no pudo distinguir si se trataba de un río o estrecho importante. Su intento de internarse en él fracasó debido a las corrientes extremadamente fuertes. Llamó a esta zona bahía de la Asunción. Mientras Heceta volvía hacia el sur, Quadra continuó hacia el norte en el segundo barco de la expedición, el Sonora, llegando hasta el paralelo 59° N antes de regresar.
En 1778, el marino inglés James Cook visitó el estrecho de Nootka en la isla de Vancouver, además de viajar hacia al norte hasta el estrecho del Príncipe Guillermo. En 1779, una tercera expedición española, esta vez al mando de Ignacio de Arteaga con el barco Princesa, y Quadra como capitán del Favorito, zarparon desde México en dirección de la costa de Alaska, llegando hasta el paralelo 61° N. Otras dos expediciones españolas posteriores, una en 1788 y otra en 1789, ambas al mando de Esteban José Martínez y Gonzalo López de Haro, partieron hacia el Noroeste del Pacífico. Durante la segunda expedición se encontraron con el capitán estadounidense Robert Gray cerca del estrecho de Nootka. Al ingresar al estrecho, se encontraron con William Douglas y su barco el Iphigenia. Allí protagonizaron un incidente, ahora conocido como Crisis de Nootka, resuelto con los acuerdos conocidos como la Convención de Nootka. En 1790 los españoles enviaron tres barcos al estrecho, al mando de Francisco de Eliza. Luego de establecer una base en Nootka, Eliza envió varias expediciones de exploración. Salvador Fidalgo fue enviado a la costa de Alaska. Manuel Quimper, junto con Gonzalo López de Haro como piloto, exploraron el estrecho de Juan de Fuca, descubriendo las islas San Juan y el brazo del Almirantazgo en su viaje. Francisco de Eliza tomó personalmente el mando del San Carlos y zarpó hacia el interior del estrecho de Juan de Fuca. desde una base en Port Discovery, sus pilotos José María Narváez y Juan Carrasco exploraron las islas San Juan, el estrecho de Haro, el estrecho de Rosario y la bahía de Bellingham. En el proceso, descubrieron el estrecho de Georgia y llegaron hasta la isla de Texada en el norte. La expedición regresó al estrecho de Nootka en agosto de 1791. Alessandro Malaspina, partiendo desde España, exploró y elaboró mapas de la costa desde la bahía de Yakutat hasta el estrecho del Príncipe Guillermo en 1791, y luego zarpó hacia el estrecho de Nootka. En una expedición científica similar a la de James Cook, los científicos de Malaspinas estudiaron a los pueblos tlingit y Nuu-chah-nulth antes de regresar a México. Otro explorador español, Jacinto Caamaño, viajó al estrecho de Nootka con su barco el Aranzazu en mayo de 1792. Allí se encontró con Quadra, quien estaba al mando del asentamiento español del Fuerte San Miguel. Quadra envió a Caamaño al norte, para que explorase en detalle la costa entre la isla de Vancouver y la bahía Bucareli en Alaska. Varios mapas, incluidos los de Caamaño, fuero entregados a George Vancouver en 1792, en un esfuerzo conjunto de los españoles y los británicos que los llevó a elaborar mapas de esta compleja costa.
Entre 1792 y 1794, George Vancouver cartografió el Noroeste del Pacífico en nombre del Reino Unido, incluyendo el estrecho de Georgia, las bahías y brazos de mar del estrecho de Puget, el estrecho de Johnstone, el estrecho de la Reina Carlota y gran parte del resto de la costa de Columbia Británica y la costa sureste de Alaska. La isla de Vancouver, y las ciudades de Vancouver en Canadá y en Washington recibieron sus nombres en honor a él. Desde México, Malaspina despachó la última expedición española al Noroeste del Pacífico, al mando de Dionisio Alcalá Galiano y Cayetano Valdés y Flores a bordo del Sutil y la Mexicana. Se encontraron con Vancouver en el estrecho de Georgia el 21 de junio de 1792. Vancouver había explorado el estrecho de Puget poco tiempo atrás. Los exploradores españoles sabían de la ubicación del brazo del Almirantazgo y una región no explorada hacia el sur, pero decidieron zarpar hacia el norte. Allí descubrieron e ingresaron al río Fraser poco después de su encuentro con Vancouver. Luego de compartir mapas y acordar cooperar entre sí, Galiano, Valdés y Vancouver partieron hacia el norte al estrecho de la Desolación y las islas Discovery, mapeando las islas en conjunto. Pasaron por el estrecho de Johnstone y regresaron al estrecho de Nootka. Como resultado de esto, los exploradores españoles, quienes habían partido desde Nootka, se convirtieron en los primeros europeos en circumnavegar la isla de Vancouver. El mismo Vancouver había entrado al estrecho de Juan de Fuca en forma directa sin pasar primero por Nootka, sin haber navegado alrededor de la isla por completo.
En 1786, Jean-François de La Pérouse, en representación de Francia, zarpó con dirección a las islas de la Reina Carlota luego de navegar el estrecho de Nootka, descubrió la Bahía Lituya al sur de Alaska, pero cualquier reivindicación territorial francesa en esta región se perdió ya que La Pérouse y sus hombres y registros se perdieran en un naufragio cerca de Australia. El comerciante marítimo de pieles, Charles William Barkley, también visitó la región a bordo de la Imperial Eagle, un buque británico que portaba en forma engañosa la bandera de Austria. El comerciante estadounidense Robert Gray comerciaba a lo largo de la costa y descubrió la desembocadura del río Columbia.

### Disputas limítrofes

Mapa de 1841 del Almirante de la Marina de los Estados Unidos, Charles Wilkes, parte de "Narrativa de la Expedición de Exploración de Estados Unidos". Philadelphia, 1845.

Los primeros reclamos territoriales formales en la región fueron realizados por Españas (basados en el Tratado de Tordesillas, el cual el Imperio español interpretó como una cesión del océano Pacífico como un "Lago Español"). El comercio de pieles marítimo ruso, a través de la Compañía ruso-americana, se extendió desde el extremo del Pacífico hasta la América rusa. Esto hizo que España envíe expediciones al norte para ejercer la autoridad española, mientras que el Capitán James Cook y posteriores expediciones de George Vancouver avanzaron los reclamos británicos. Potenciales reclamos franceses, austríacos y portugueses nunca rindieron frutos. Luego de las Convenciones de Nootka, la última en 1794, España renunció a sus reclamos exclusivos a priori y acordó compartir la región con las otras potencias, renunciando a su guarnición en el estrecho de Nootka en el proceso.
Más adelante, los Estados Unidos establecieron su reclamo en la zona luego de la exploración de la región por parte de Lewis y Clark, en parte a través de la negociación de los antiguos reclamos españoles al norte de la frontera entre Oregón y California. Entre los años 1810 hasta los 1840, los actuales Washington, Oregón, Idaho y el oeste de Montana, junto con gran parte de Columbia Británica, eran parte de los Estados Unidos bajo el nombre de Territorio de Oregón y de Gran Bretaña como el Distrito de Columbia. Esta región fue reclamada conjuntamente por Estados Unidos y el Reino Unido luego del Tratado de 1818, el cual estableció un condominio de intereses en la región en lugar de un acuerduo mutuo. En 1840, el estadounidense Charles Wilkes exploró la zona. John McLoughlin, Agente Principal de la Compañía de la Bahía de Hudson, con sede en Fuerte Vancouver, fue la autoridad política local de facto durante gran parte de esta época.
Este acuerdo terminó cuando los asentamientos estadouniendeses aumentaron y el presidente James K. Polk fue elegido con la promesa de anexar todo el Territorio de Oregón y Texas. Luego de su elección, sus partidarios acuñaron el famoso eslogan «Cincuenta y cuatro cuarenta o lucha», en referencia a la latitud norte 54º40', el límite norte de la región. Luego de casi ir a la guerra con el Reino Unido, la disputa limítrofe de Oregón fue resuelta con el Tratado de Oregón de 1846, el cual dividió la región a lo largo del paralelo 49 y resolvió casi todas las disputas limítrofes (véase Guerra del Cerdo)
El territorio continental al norte del paralelo 49 estuvo sin ser incorporado hasta 1858, cuando la llegada masiva de estadounidenses y otros durante la Fiebre del Oro del Cañón de Fraser obligaron al gobernador de la Colonia de la Isla de Vancouver, James Douglas, a declarar el territorio continental como una colonia de la corona, aunque la ratificación de esta acción unilateral solo llegó meses más tarde. Las dos colonias fueron fusionadas en 1866 para reducir costos, y se unieron al Dominio de Canadá en 1871. La porción estadounidense se convirtió en el Territorio de Oregón en 1848; luego fue subdividida en otros territorios que eventualmente fueron admitidos como estados, el primero de estos siendo el mismo Oregón en 1859. (véase Territorio de Washington)
La presión expansionista estadounidense sobre la Columbia Británica continuó luego de que la colonia se convirtiese en una provincia canadiense, incluso sin que los estadounidenses que vivían en la provincia no albergasen sentimientos anexionistas. La Hermandad Feniana se organizó y entrenó en Washington, especialmente en los años 1870 y 1880, aunque no se dieron enfrentamientos en ningún lado de la frontera. Durante la disputa limítrofe de Alaska, el presidente estadounidense Teddy Roosevelt amenazó con invadir y anexionar la Columbia Británica si el Reino Unido no cedía en el tema de los puertos del Yukón. Más recientemente, durante la llamada Guerra del Salmón de los años 1990, el senador del estado de Washington, Slade Gorton, pidió que la Marina de los Estados Unidos utilizase la "fuerza" en el Pasaje Interior, pese a que éste no es oficialmente una ruta marítima internacional. Varias disputas entre la Columbia Británica y Alaska sobre la Entrada Dixon y el estrecho de Hecate entre Prince Rupert y las islas de la Reina Carlota aún no han sido resueltas.

## Geología
El noroeste aún se encuentra muy activo geológicamente; cuenta con volcanes activos y fallas geológicas.
El último gran terremoto conocido en el noroeste fue el terremoto de Cascadia de 1700.  Los registros revelan que los grandes terremotos, aquellos con una magnitud de momento de 8 o superior, ocurren en la zona de subducción de Cascadia aproximadamente cada 500 años en promedio, a menudo acompañados de tsunamis. Existe evidencia de al menos 13 eventos con intervalos de entre 300 y 900 años. 
Los principales volcanes activos de la región son el monte Garibaldi, monte Baker, monte Rainier, monte Saint Helens (que entró en erupción en 1980), monte Hood, monte Jefferson, monte Adams, monte Meager, monte Shasta, el pico Lassen y el pico Glacier. 

## Geografía
El Noroeste del Pacífico es una región geográficamente diversa, dominada por varias cadenas montañosas, entre ellas las montañas de la Costa, la cordillera de las Cascadas, las montañas Olímpicas, las montañas Columbia y las Montañas Rocosas. El punto más alto en la región es el monte Rainier, en Washington, con 4.392 metros. Inmediatamente en el interior desde la cordillera de las Cascadas se encuentra una amplia meseta, la cual se hace cada vez más angosta en el norte hasta llegar a tener tan solo unas cuantas millas de ancho en Canadá, además de ganar en altitud. Esta región en Estados Unidos, semiárida y en muchos casos completamente árida, es conocida como la meseta del Columbia, mientras que en la Columbia Británica recibe el nombre de meseta Interior, o meseta de Fraser. La meseta del Columbia fue el lugar de masivas inundaciones basálticas durante la era del hielo, y como consecuencia de ello hay muchos coulees, cañones y mesetas. Gran parte de la meseta, en especial al este de Washington, son tierras arables irrigadas. El río Columbia forma un desfiladero profundo y amplio alrededor de los bordes de la meseta del Columbia y a través de la cordillera de las Cascadas hasta llegar al Pacífico. Después del río Misisipi, es el río que tiene mayor caudal en los Estados Unidos.
Debido a que muchas zonas de la región reciben bastante lluvia y tienen veranos templados, el Noroeste del Pacífico cuenta con algunos de los más grandes y tupidos bosques de América del Norte, los cuales constituyen el hábitat de árboles Coast Douglas, el segundo árbol perenne de coníferas más alto del mundo. La región también cuenta con especímenes de los árboles más altos del planeta, las secoyas de la costa de Oregón, pero los árboles más altos de este tipo se encuentran justo al sur de la frontera con California en el noroeste de ese estado. Los bosques costeros en algunas áreas son clasificados como bosques lluviosos templados.
Las característas de la costa están definidas por la interacción del océano Pacífico con el continente norteamericano. La línea costera del Noroeste del Pacífico está llena de quebradas, bahías, desembocaduras de ríos, llanuras costeras, y montañas o formaciones rocosas que parecen salir directamente del mar. La costa de Oregón, la ensenada de Burrard, el golfo de Puget, la desembocadura del río Columbia, la bahía de Coos y la bahía de Humboldt son algunos de los accidentes geográficos a lo largo de cientos de kilómetros de costa que han sido amoldados por el clima y las fuerzas geológicas.
Todas las principales ciudades —Vancouver, Portland Seattle y Tacoma—- se originaron como puertos de apoyo de las industrias madereras, mineras y agrícolas de la región, pero han terminado desarrollándose como importantes centros tecnológicos e industriales (como el Silicon Forest), que se benefician por estar ubicados en el Pacífico.
Si la región es definida como Oregón, Washington y Columbia Británica, el Noroeste del Pacífico cuenta con cuatro parques nacionales estadounidenses: el parque nacional del Lago del Cráter, en Oregón, además del parque nacional Olympic, el parque nacional del Monte Rainier y el parque nacional de las Cascadas del Norte en Washington. Si se utiliza la definición regional de Cascadia, entonces el parque nacional Redwood y State Parks, que comienzan justo al sur de la frontera de Oregón, aunque ubicados en California, también estarían incluidos. El parque nacional y reserva de la Bahía de los Glaciares es un parque ubicado en el sureste de Alaska, al igual que el parque nacional y reserva Wrangell-San Elías. Otros accidentes geográficos notables incluyen la costa de Oregón, el desfiladero del río Columbia, el río Columbia, monte St. Helens y Hells Canyon.
Existen varios parques nacionales canadienses en el Noroeste del Pacífico: el parque nacional de la Cuenca del Pacífico, en la costa oeste de la isla de Vancouver; el parque nacional Mount Revelstoke y el parque nacional Glacier en la cordillera Selkirk a lo largo del Paso de Rogers; el parque nacional Kootenay  y el parque nacional Yoho en la vertiente de las Rocosas en la Columbia Británica; el parque nacional Gwaii Haanas y sitio patrimonial Haida, en las islas de la Reina Carlota; y la reserva parque nacional Gulf Islands, en el estrecho de Georgia. Aunque no están protegidas por parques nacionales y solo por unos cuantos parques provinciales, la parte surcentral de las montañas de la Costa en Columbia Británica cuenta con los cinco campos de hielo de latitud media más grandes del mundo.

## Clima
El Noroeste del Pacífico experimenta una amplia variedad de climas. Un clima oceánico ocurre en gran parte de las áreas costeras, típicamente entre el océano y las altas cadenas montañosas. Las altas montañas están dominadas por un clima alpino. Al este de las montañas predominan los climas áridos y semiáridos, especialmente en regiones de sombra orográfica. La cuenca de Harvey en Oregón es un ejemplo de clima árido en el Noroeste del Pacífico. En las regiones en el interior contra el viento ocurre un clima continental húmedo, como por ejemplo en Revelstoke, Columbia Británica. Más al norte, especialmente en el Yukón y Alaska, el clima es subártico.
Bajo la clasificación climática de Köppen, una versión de veranos frescos de la designación oceánico mediterráneo (Csb), comúnmente conocido simplemente como mediterráneo, es asignado a muchas de las áreas del Noroeste del Pacífico hasta el sur de la isla de Vancouver en el norte y las islas del Golfo, incluyendo a ciudades como Victoria, Seattle y Portland. Estas zonas no se asocian con un clima mediterráneo típico, y por lo general serían clasificadas como Oceánicas Templadas (Cfb), pero los patrones de veranos secos típicos del Pacífico Noroeste cumplen con el criterio mínimo de Koeppen para una clasificación Cs. Otros sistemas de clasificación de climas, como el sistema de Trewartha, ubican a esta región firmemente en la zona oceánica (Do).

## Ecorregiones
Gran parte del Noroeste del Pacífico está cubierto de bosques. La cuenca de los estrechos de Georgia y Puget es compartida entre Columbia Británica y Washington, y la ecorregión de los bosques lluviosos templados del Pacífico, la cual es la ecozona de bosques lluviosos templados más grande del mundo en el sistema creado por el World Wildlife Fund, se extiende a lo largo de la costa desde Alaska hasta California. La región seca en el interior desde la cordillera de las Cascadas y las montañas de la Costa es muy diferente al terreno y el clima de la región costera debido al efecto de la sombra orográfica de las montañas, y cubre las mesetas de Columbia, Fraser y Thompson y las cadenas montañosas contenidas dentro de ellas. El clima de las regiones interiores ubicadas en su mayoría al este de Washington, el centro-sur de Columbia Británica, el este de Oregón, y el sur de Idaho es una extensión del Desierto de la Gran Cuenca, el cual cubre la Gran Cuenca más al sur, aunque en sus extremos norte y este se unen áreas desérticas con tierras secas al final de la sombra orográfica de las montañas de la cordillera de las Cascadas y de la Costa con bosques boreales y tundra alpina característica de Columbia Británica, el norte de Idaho y el oeste de Montana más o menos a lo largo de la línea longitudinal definida por las fronteras de Idaho con Washington y Oregón.

## Población
La mayor parte de la población del Noroeste del Pacífico está concentrada en el corredor Portland-Seattle-Vancouver. Esta área algunas veces es vista como una megaciudad (término también conocido como aglomeración urbana, conurbación o megalópolis). Esta "megaciudad" se extiende a lo largo de la Carretera Interestatal 5 en los estados de Oregón y Washington y la Autopista 99 en la provincia canadiense de Columbia Británica. Para el 2004, la población combinada de la subregión de Lower Mainland (que incluye a Gran Vancouver, el área metropolitana de Seattle y el área metropolitana de Portland) llegaba a 8 millones de habitantes. Sin embargo, más allá de la megaciudad, salvo unas cuantas excepciones, la región del Noroeste del Pacífico está caracterizada por una distribución poblacional de baja densidad. Amplias regiones geográficas cuentan con solo una ciudad mediana o pequeña como centro regional (en muchas ocasiones la sede del condado) con pequeñas ciudades y pueblos esparcidos en sus alrededores. Vastas áreas de la región tiene muy poca población o están deshabitadas, en gran medida debido a la presencia de extensos bosques y montañas, además de mesetas cubiertas de sierras o terrenos vírgenes que están prohibidos de ser asentados y desarrollados al ser parte de parques y reservas forestales o por el uso de regulación que impide otro uso aparte del tradicional. Por ejemplo, todas las ciudades de la porción de California incluida en el Noroeste del Pacífico tienen una población menor a 100.000 habitantes, y en esa sección del estado existen millones de acres de parques nacionales y reservas forestales.

### Ciudades más pobladas en el Noroeste del Pacífico
| Ciudad                     | Estado/Provincia   | Población | Área metropolitana |
| -------------------------- | ------------------ | --------- | ------------------ |
| Seattle                    | Washington         | 608 660   | 3 905 026          |
| Vancouver                  | Columbia Británica | 603 502   | 2 313 328          |
| Portland                   | Oregón             | 583 776   | 2 226 009          |
| Surrey                     | Columbia Británica | 468 251   | [ n 1 ]            |
| Anchorage                  | Alaska             | 291 826   | 374,259            |
| Burnaby                    | Columbia Británica | 223 218   | [ n 1 ]            |
| Spokane                    | Washington         | 208 916   | 471,221            |
| Boise                      | Idaho              | 205 671   | 616 561            |
| Tacoma                     | Washington         | 198 397   | [ n 2 ]            |
| Richmond                   | Columbia Británica | 190 473   | [ n 1 ]            |
| Vancouver                  | Washington         | 161 791   | [ n 3 ]            |
| Eugene                     | Oregón             | 156 185   | 351 715            |
| Salem                      | Oregón             | 154 637   | 390 738            |
| Abbotsford                 | Columbia Británica | 133 497   | 170 191            |
| Coquitlam                  | Columbia Británica | 126 456   | [ n 1 ]            |
| Bellevue                   | Washington         | 122 363   | [ n 2 ]            |
| Kelowna                    | Columbia Británica | 117 312   | 179,839            |
| Saanich                    | Columbia Británica | 109 752   | [ n 4 ]            |
| Gresham                    | Oregón             | 105 594   | [ n 3 ]            |
| Langley (Township)         | Columbia Británica | 104 177   | [ n 1 ]            |
| Everett                    | Washington         | 103 019   | [ n 2 ]            |
| Delta                      | Columbia Británica | 99 863    | [ n 1 ]            |
| Renton                     | Washington         | 95 448    | [ n 2 ]            |
| Hillsboro                  | Oregón             | 91 611    | [ n 3 ]            |
| Yakima                     | Washington         | 91 067    | 243,231            |
| Beaverton                  | Oregón             | 89 803    | [ n 3 ]            |
| Kamloops                   | Columbia Británica | 85 678    | 98,754             |
| North Vancouver (District) | Columbia Británica | 84 412    | [ n 1 ]            |
| Nanaimo                    | Columbia Británica | 83 810    | 98,021             |
| Nampa                      | Idaho              | 81 557    |                    |
| Bellingham                 | Washington         | 80 885    |                    |
| Victoria                   | Columbia Británica | 80 017    | 344,615            |
| Chilliwack                 | Columbia Británica | 77 936    | 92 308             |
| Bend                       | Oregón             | 76 639    | 170 705            |
| Maple Ridge                | Columbia Británica | 76,052    | [ n 1 ]            |
| Kennewick                  | Washington         | 76 244    | 268 200            |
| Medford                    | Oregón             | 74 907    | 207 010            |

## Política
Existe una gran diferencia en la opinión política que separa a los centros urbanos mucho más poblados y las áreas rurales al oeste de las montañas de las regiones rurales menos pobladas al este y norte (en Columbia Británica y Alaska) de estas. Las regiones costeras -en especial las ciudades de Vancouver, Victoria, Bellingham, Seattle, Tacoma, Olympia, Portland, Corvallis, Eugene y Ashland- son algunas de las regiones más políticamente liberales (de izquierda) de Norteamérica, y apoyan en forma frecuente y consistente a candidatos y causas de izquierda por mayorías significativas, mientras que el interior y el norte tienden a ser más conservadores y consistentemente apoyan a candidatos y causas de derecha. En la elección presidencial de 2008 en Alaska, mientras que el senador John McCain ganó el estado por más de 20 puntos, el en ese entonces senador Barack Obama ganó la votación en el Sureste de Alaska, aunque por un margen muy pequeño. También es importante que la derecha religiosa tiene mucho menos influencia en la región que en otros lugares de los Estados Unidos, aunque es muy fuerte en el Valle de Fraser, y también en algunas áreas del interior de Columbia Británica, en especial en West Kootenay y algunas áreas de la isla de Vancouver y la costa tienen largas historias de activismo social, medioambiental y laboral.

### El Noroeste del Pacífico como movimiento de independencia
Durante las últimas décadas, una pequeña pero vocal minoría ha estado buscando la independencia del Noroeste del Pacífico de América del Norte, pidiendo que los estados de Washington y Oregón y la provincia de Columbia Británica se separen y formen un nuevo país, llamado Cascadia. Otros partidarios de la formación de Cascadia han pedido la inclusión de porciones del norte de California, el sur de Alaska, Idaho y el oeste de Montana.
El apoyo para este movimiento sigue siendo desconocido, pero un estudio del Western Standard en 2005 encontró un 35,7% de los encuestados en Columbia Británica y un 42% en Alberta apoyarían considerar una separación de Canadá. Mientras que es difícil medir el apoyo específico en Washingtony Oregón debido a que no se ha realizado ninguna investigación en dichos estados, una encuesta a nivel nacional de Zogby International en 2008 descubrió que un 22% de estadounidenses apoyaban la decisión de una región o estado de abandonar los Estados Unidos en forma pacífica, la cifra más alta desde la Guerra Civil. Sin embargo, ninguno de estos estudios mencionan específicamente la formación de una Cascadia independiente. El movimiento fue muy discutido en los años 1990, y mientras que el incremento en la seguridad y el nacionalismo estadounidense luego del 11 de septiembre que retrasaron un poco el impulso del movimiento, el concepto ha seguido siendo inculcado en la sociedad y la opinión pública y fue incluido en la lista de la revista de Time de 2011 de las «10 principales posibles naciones», aunque observó que «tiene pocas probabilidades de tener éxito».

## Cultura
Pese a que la cultura dominante del Noroeste del Pacífico hoy en día es anglo-estadounidense y anglo-canadiense, existe una influencia mexicana y china significativa. El 23% de Vancouver son de origen chino, y 50% de los residentes de la ciudad no hablan inglés como su primer idioma Partes de Oregón y Washington son bilingües en inglés y español, y la cultura nativa americana tiene una fuerte presencia en toda la región. El movimiento hippie también comenzó en California y en el Noroeste del Pacífico. Ha habido propuestas para que partes del Noroeste del Pacífico se convierta en un país separado debido a su cultura y ecorregión común, la más conocida de todas siendo el movimiento Cascadia. Sin embargo, la región esta fuertemente dividida por la frontera internacional, y esta división seha vuelto más profunda durante el siglo 20. Carl Abbott ha argumentado que, dados los factores de integración económica limitada vis-a-vis NAFTA, y las similitudes culturales, él ve a las principales ciudades como que están yendo "por caminos separados" como entradas para el comercio entre oriente y occidente, compitiendo entre ellas, en lugar de formar conexiones de sur a norte de una "mega-región" tentativa. "
Según studios, el Noroeste del Pacífico tiene las personas más introvertidas de los Estados Unidos.
El consumo de canabis es relativamente popular, en especial en las regiones cerca de Vancouver BC, Bellingham, Seattle, Olympia, Spokane, Portland y Eugene. Varias de estas jurisdicciones han hecho de los arrestos por canabis una prioridad menor. La marihuana medicinal es legal en Columbia Británica, Washington y Oregón, al igual que en Alaska, pese a que este último estado prohíbe su venta y no cuenta con distribuidores autorizados, y en el Yukón, aunque menos de 50 residentes del territorio están autorizados para utilizar marihuana medicinal y no existe ningún distribuidor legal dentro de sus fronteras. A partir del 6 de diciembre de 2012, la posesión de menos de una onza marihuana para uso recreacional por parte de personas mayores de 21 años se volvió legal en el estado de Washington como resultado del referéndum estatal conocido como Iniciativa 502, la cual fue aprobada por los votantes del estado el 6 de noviembre de 2012 por un margen de diez puntos.

### Ambientalismo
El ambientalismo es importante en toda la región, en especial al oeste de la cordillera de las Cascadas. Servicios "verdes" como el reciclaje y transporte público son comunes, más notablemente en las áreas más pobladas. Un análisis estadístico de 2007 hizo un ranking de las cincuenta ciudades más verdes de los Estados Unidos, ubicando a Portland, Oregón, en el primer lugar, Eugene, Oregón en el quinto, y Seattle, Washington, como octava. La región en su conjunto es conocida por su cultura de bicicletas como un medio de transporte alternativo; Portland es considerada la segunda ciudad más amigable para el uso de bicicletas en el mundo. Portland también es el centro de producción de bicicletas más importante de Estados Unidos; en total generó más de $68 millones en ingresos solo en 2007. Políticamente, el Noroeste del Pacífico está involucrado activamente en esfuerzos ambientalistas. La organización internacional Greenpeace nació en 1970 en parte como un fuerte oposición pública en Columbia Británica a las pruebas de armas nucleares estadounidenses en la isla Amchitka en las Aleutianas. Políticos liberales y conservadores de la región, como el exsenador estadounidense Slade Gorton (R-WA) y demócratas moderados como el exportavoz del Parlamento Tom Foley (D-WA), han sido importantes promotores de medidas conservadoras para la protección del medio ambiente. Seattle en particular también es la sede de varias publicaciones e instituciones que se ocupan del medio ambiente y la sostenibilidad, incluyendo a Worldchanging y Grist.org, las dos revistas digitales ambientalistas más grandes de los Estados Unidos. El Noroeste del Pacífico también es conocido por contar con un gran número de clubes de jardinería, habiendo un festival de flores anual en Victoria en febrero.

### Música
En tiempos modernos, el Noroeste del Pacífico se ha hecho conocido por la música indie, en especial grunge y rock alternativo, al igual que tradiciones históricamente importantes de world music y folk music. Muchos están asociados con la famosa disquera independiente Sub Pop. KEXP.org es una estación de radio popular y conocida a nivel nacional con sede en Seattle. Entre los festivales musicales más grandes de la región están el Merritt Mountain Music Festival, El Vancouver Folk Music Festival, el Sasquatch! Music Festival en George, Washington, el Bumbershoot de Seattle y el Musicfest NW de Portland. Portland's Waterfront Blues Festival es el festival de blues más grande al oeste del Mississippi. Algunos artistas locales que participaron en grupos de rock pioneros en su momento son:
- Jimi Hendrix
- The Fabulous Wailers
- The Sonics
- The Kingsmen
- Paul Revere & The Raiders
- Poison Idea
- Nirvana
- Soundgarden
- Nu Shooz
- Quarterflash
- The Presidents of the United States of America
- Heart
- Queensrÿche
- Built to Spill
- Death Cab for Cutie
- Septic Death
- Doug and The Slugs
- D.O.A.
- Foo Fighters
- Agalloch
- Wolves in the Throne Room
- Elliott Smith
- The Decemberists
- The Dandy Warhols
- The New Pornographers
- Sleater-Kinney
- Modest Mouse
- Cherry Poppin Daddies
- Everclear
- Macklemore
- Pedro the Lion
- Alice in Chains
- Subhumans
- Skinny Puppy
- Front Line Assembly
- Blitzen Trapper
- Pink Martini
- The Postal Service
- Pearl Jam

Otros artistas importantes que provienen del Noroeste del Pacífico incluyen a Bryan Adams, Meredith Brooks, Michael Bublé, Blue Scholars, Phil Elverum, Fleet Foxes, Nelly Furtado, Carly Rae Jepsen, Lights, Sarah McLachlan, Neko Case, Merrilee Rush, Sir Mix-a-Lot, Esperanza Spalding, Swollen Members y J. Tillman.

### Comida
La comida tradicional del área incluye salmón salvaje, huckleberries, una amplia variedad de cocina asiática, y quesos, vegetales y frutas producidas localmente. La cocina china, japonesa, coreana, italiana y griega son comunes en todo el noroeste (especialmente en Vancouver), y reflejan la presencia histórica importante de esas comunidades en la industria de los restaurante allí. Similares establecimientos en los que se sirve comida persa, asiática de fusión, e indo-canadiense son comunes en el área metropolitana de Vancouver, al igual que los restaurantes de comida étnica especializada de todo tipo. Productos étnicos que van desde pierogies congelados hasta dim sum son comunes en la mayoría de los supermercados en esas comunidades.
Cerveza artesanal producida localmente y vinos de buena calidad de varios viñedos de la zona también son populares. La latitud norteña y las brisas de la costa crean un clima que atrae reconocimiento internacional a sus viñedos y bodegas mayormente familiares.
Portland es importante centro de producción de cerveza artesanal en Estados Unidos, y en dicha ciudad se encuentra la Cervecería Widmer Brothers.

## Deportes

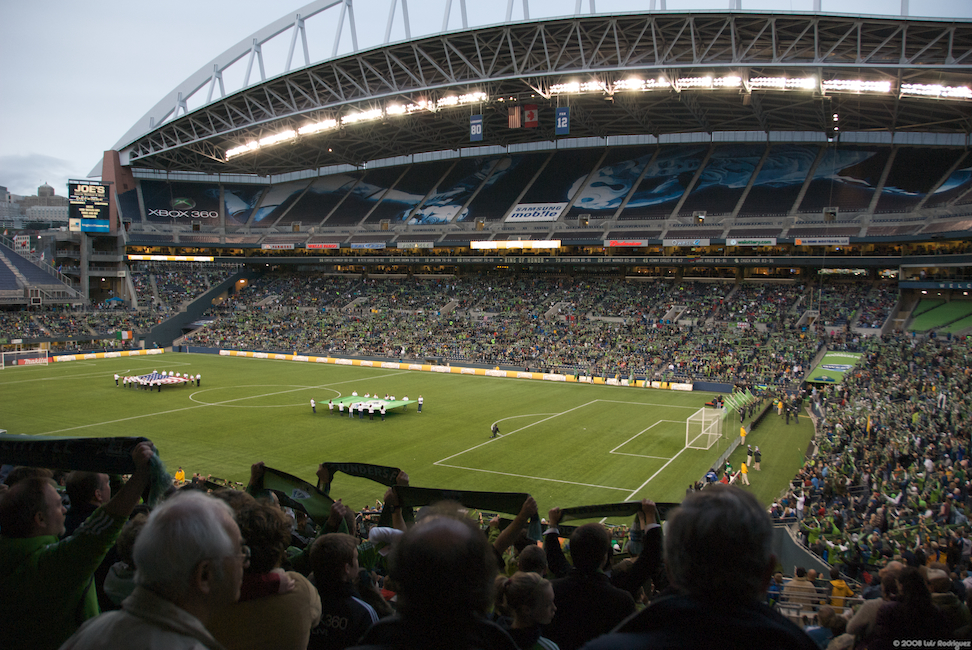
CenturyLink Field, campo de los Seattle Seahawks y los Sounders FC

Algunas de las actividades al aire libre más populares en el Noroeste del Pacífico son esquí, snowboarding, ciclismo, montañismo, excursionismo, camping, caza, pesca, navegación y deportes acuáticos. Vancouver, Seattle, Tacoma, Portland y Spokane cuentan con varios equipos deportivos profesionales, entre ellos los BC Lions, los Vancouver Canucks, los Vancouver Canadians, Vancouver Whitecaps FC, los Seattle Mariners, los Seattle Seahawks, los Seattle Sounders FC, el Seattle Storm, el Vancouver Stealth, los Everett Aquasox, los Tacoma Rainiers, los Portland Trail Blazers, los Portland Timbers, el Spokane Shock, y los Spokane Indians. El Noroeste del Pacífico es conocido por ser una de las zonas de mayor popularidad del fútbol en América del Norte. Los tres equipos de la Major League Soccer de la región, los Whitecaps FC, los Sounders FC y los Timbers juegan en estadios a lleno completo en forma regular y compiten por la Copa Cascadia. La cuarta división de la USSF, la USL Premier Development League, cuenta con siete equipos en la División del Noroeste. Además de todo esto la región cuenta con su propio equipo representativo no-FIFA, el cual se unió al N.F.-Board en forma oficial en 2013 para participar en amistosos y la Cupa Mundial VIVA.
El hockey es el deporte para espectadores más popoular de Columbia Británica, con los Vancouver Canucks de la NHL siendo el equipo profesional más popular, aunque los Vancouver Giants de la Western Hockey League también tiene un grupo de seguidores importante. Los BC Lions de la CFL son considerados como el segundo equipo más popular de Vancouver, aunque la popularidad del fútbol y los Whitecaps FC han venido en aumento en años recientes. El hockey también ha venido ganando popularidad al sur de la frontera con los Portland Winterhawks.
Los fanáticos del equipo de baloncesto de los Portland Trial Blazers se refieren a sí mismos como el Sexto Hombre y Blazermanía se refiere a la extraordinaria dedicación que los fanáticos le han demostrado al equipo. En Seattle muchos aún están molestos debido al traslado de los Seattle Sonics, mientras que los fanáticos del equipo de los Seahawks de fútbol americano son conocidos oficialmente como el 12o Hombre. Y las hinchadas (en especial los Emerald City Supporters, el Timbers Army, y los Southsiders) de los tres equipos de la región en la MLS son conocidas por su pasión y dedicación.
La única pista de NASCAR en la región de Seattle-Portland es Evergreen Speedway, la pista corta más larga al oeste del río Misisipi y en ella han corrido muchos de los más importantes corredores de NASCAR. Con tres pistas ovaladas, una pista en ocho y varias otras variaciones de curso, Evergreen Speedway es sede de eventos durante todo el año. Evergreen Speedway es la sede del NASCAR Whelen All American Series, el NASCAR K&N Pro Series West, National Figure Eight Events, USAC, SCCA, además de Touring Groups y Fórmula Drift.
En Washington y Oregón, muchos residentes siguen a los deportes universitarios con pasión. En Washington, los principales programas deportivos universitarios de la División I de la NCAA son los Huskies de la Universidad de Washington y los Washington State Cougars. En Oregón los principales programas son los Ducks de la Universidad de Oregón y los Oregon State Beavers. Estos cuatro programas son miembros de la Pacific-12 Conference y compiten entre ellos en muchos deportes. Todas estas universidades son consideradas rivales entre ellas, en especial en el fútbol americano universitario. Las más importante de estas rivalidades son las que existen entre Oregón y Washington, Washington y Washington State, también conocida como el Apple Cup (llamada así debido a que Washington es un conocido centro de producción de manzanas), y entre Oregón y Oregon State, también conocida como la Guerra Civil. Al igual que en los deportes profesionales, los fanáticos de las universidades en el Noroeste del Pacífico son conocidos por ser particularmente apasionados por sus equipos. Tanto Husky Stadium (en donde los Washington Huskies juegan fútbol americano) y el Autzen Stadium (en donde los Oregon Ducks juegan al fútbol americano) se han ganado reputaciones por su ensordecedor sonido, pese a no ser los estadios de fútbol americano universitario más grandes. Husky Stadium actualmente tiene el récord por haber contado con el público más ruidoso en la historia de la NCAA con 130 decibeles, mientras que Autzen Stadium tiene el récord como el 4.o más alto con 127 decibeles.

### Videojuegos
Según la revista Digital Trends, Seattle es considerada como una de las principales ciudades de videojuegos en Estados Unidos, un posible indicador de las marcadamente altas tasas de su uso a lo largo del Noroeste del Pacífico en general. Existen importantes compañías de la industria que tienen su sede en la región, entre ellas Microsoft (Área Metropolitana de Seattle), Microsoft Canada (Vancouver), Nintendo of America (Área Metropolitana de Seattle), Nintendo of Canada (Vancouver), Electronic Arts (Vancouver), Valve y Bungie, ambas en el Área Metropolitana de Seattle.

### Demografía
En el lado estadounidense de la región, los latinos forman una porción grande de la fuerza laboral agrícola al este de las Casacadas, y su presencia en el mercado laboral se está incrementando en general al oeste de las montañas. Los afroamericanos son menos numerosos en el Noroeste del Pacífico; sin embargo, la población afroamericana en general ha venido creciendo en otras áreas urbanas más pequeñas en toda la región, tales como Spokane y Eugene. Los afroamericanos tienden a concentrarse en los centro urbanos occidentales como Tacoma, el sur de Seattle, y Portland. Sin embargo, la población negra tiene una presencia muy importante en los barrios de Hilltop y South Tacoma en Tacoma, el Distrito Central y Rainier Valley en Seattle, y el Cuadrante Noreste de Portlanda. En Vancouver la población negra también se ha venido incrementando, en especial gracias a la llegada de africanos, jamaiquinos y negros de los Estados Unidos. Para la primera década del siglo XXI, muchos asiáticos se comenzaron a mudar de sus barrios tradicionales a suburbios de clase media, aunque algunos han hecho pública su preocupación para la preservación de sus comunidades históricas, en especial en Vancouver. Columbia Británica tiene la presencia asiática per cápita más alta en América del Norte, con un 10% de su población total siendo de origen chino, además de contar con grandes números de indios, filipinos, y otros. La presencia asiática en la sección estadounidense del Pacífico Noroeste es más pequeña en comparación, con Washington siendo el estado con mayor presencia de asiáticos de todo tipo (8%), seguido por Oregón y Idaho. Esto se debe a las cuotas de inmigración al nivel federal, mientras que Canadá tiene menos de un décimo de la población de Estados Unidos, pero recibe un cuarto de los inmigrantes de su vecino del norte.
Seatlle y Spokane han tenido alcaldes afroamericanos, mientras que el estado de Washington eligió a un chino-estadounidense como gobernador en los años 1990, Gary Locke.
Ciudadanos de Columbia Británica de muchas etnias han tenido participación importante en todos los niveles de la política y el gobierno, y la provincia ha sido el lugar de muchos "primeros" en la historia política de Canadá, incluyendo al primer primer ministro provincial no blanco, Ujjal Dosanjh (quién es indo-canadiense) y el primer asiático en ser nombrado Gobernador, el Honorable David Lam. El gobernadorentre 2007 y 2012, Steven Point, era de origen nativo. La líder del partido de la oposición entre 2005 y 2011, el NDP, fue Carole James, parcialmente de origen métis. El gobernador colonial James Douglas era mulato de origen guyanés y su mujer era de origen Cree.

### Idioma
La mayoría de los estadounidenses y canadienses consideran al acento del inglés del Noroeste del Pacífico como "neutral", aunque indistinto de los dialectos del Medio-Oeste que algunos piensan tipifican el hablar de los estadounidenses. Posee la fusión de la vocal baja trasera. Ciertos elementos del inglés canadiense se dan en Columbia Británica al igual que en ciertos residentes de Washington, pero son menos marcados que en otras partes de Canadá. La tensión de vocales tìpica de California también es común en la región.
El chinuk wawa fue una lengua sabire o pidgin que surgió entre los habitantes nativos de la región. Luego de entrar en contacto con los europeos, palabras francesas, inglesas y cree entraron al idioma, y «finalmente el chinuk se convirtió en la lingua franca de unas 250.000 personas a lo largo de la costa del Pacífico desde Alaska hasta Oregón». El chinuk wawa alcanzó su máximo uso en el siglo diecinueve, aunque siguió siendo común en regiones alejadas y en donde se producían recursos, en especial, pero no exclusivamente para los nativos canadienses y americanos hasta bien entrado el siglo XX. Hoy en día su influencia se siente más que todo en los nombres de lugares y unos cuantos términos de slang, en particular la palabra skookum, la cual continúa siendo muy característica de las personas criadas en la región.
Además del inglés y los idiomas nativos, el chino ha sido común en la región desde las fiebres del oro de mediados del siglo XIX, en especial en Columbia Británica. Desde los años 1980 el toishan, un dialecto basado en el cantonés predominante en el área, ha sido reemplazado por el cantonés y mandarín comunes debido a un flujo migratorio en gran escala desde Asia. El punjabi también es común en Vancouver, ciudad que cuenta con comunidades sijes muy grandes. También se habla español en partes de Oregón y Washington en las comunidades mexicanas, tanto entre los inmigrantes recientes como en las comunidades más antiguas.

### Espiritulidad y religión
La región estadounidense del Noroeste del Pacífico tiene la tasa de asistencia a la iglesia más baja del país y reporta en forma consistente el porcentaje más alto de ateísmo; este fenómeno es aún más pronunciado al oeste de la cordillera de las Cascadas. Un estudio reciente ha revelado que un cuarto de los residentes de Washington y Oregón no creen en ninguna religión.
La religión juega un papel más pequeño en el Noroeste del Pacífico que en el resto de los Estados Unidos. La derecha religiosa tiene una influencia política mucho menor que en otras regiones. Los conservadores del Noroeste del Pacífico tienden a identificarse más fuertemente con valores libertarios de libre mercado que con conservadores sociales más religiosos.
Dicho esto, tres de las cuatro instituciones caritativas internacionales más grandes de la región son de naturaleza religiosa: Northwest Medical Teams International, World Concern, World Vision International, y Mercy Corps. Esto se debe a la larga tradición de activismo religioso. El grupo Skid Road, un grupo que ofrece sopa, refugio y sermones a desempleados y alcohólicos en recuperación, abrió sus puertas en Vancouver, y el Salvation Army tiene raíces profundas en el distrito de Gastown, remontándose a los años de la construcción del Transcanadiense (años 1880) y alcanzando prominencia en los mismos centros durante la Fiebre del Oro de Klondike.
La región también es conocida por ser un imán para una amplia lista de sistemas de creencias filosóficas y espirituales. Creencias espirituales orientales han sido adoptadas por un número inusualmente grande de personas (para estándares norteamericanos), y el budismo tibetano tiene una presencia local importante. La Asociación Cultural Tibetana del Noroeste, que dice ser la organización más grande del mundo de su tipo, fue fundada en Portland en 1993.
En la región viven muchas comunidades cristianas especiales, desde los dujobores hasta los menonitas. El Centro Menonita está ubicado en Abbotsford (Columbia Británica). El Comité Central Menonita y el Servicio de Desastres Menonita cuentan con una tasa de alistamiento y donaciones importante provenientes de la comunidad menonita en el Valle de Fraser en Columbia Británica. Los dujobores, cuya iglesia es la Unión de Comunidades Espirituales de Cristo, son una secta anabaptista rusa cuya migración a Canadá fue facilitada por el célebre escritor ruso León Tolstói y que hoy en día viven en las regiones de West Kootenay y Boundary, en el sureste de Columbia Británica. Su historia en Canadá incluye una resistencia a la educación estatal y al desarrollo industrial. Dentro de la región también existe una representación importante de iglesias ortodoxas (griegas, rusas, serbias y otras), al igual que la Iglesia católica griega-ucraniana. Entre las sedes religiosas en el Noroeste del Pacífico se encuentran las provincias eclesiásticas de la Iglesia católica de Portland, Seattle y Vancouver, la Provincia 8 de la Iglesia episcopal en los Estados Unidos de América, la Provincia Eclesiástica de Columbia Británica y el Yukón de la Iglesia anglicana, y las diócesis que conforman dichas provincias.
Las enseñanzas yógicas, las creencias tribales y ancestrales, el Sufismo y otras filosofías son estudiadas y apreciadas ampliamente en la región. La parte meridional de Columbia Británica tiene una comunidad sij muy numerosa. Oregón tiene una población cuáquera (Sociedad Religiosa de los Amigos) considerable. Ha habido un crecimiento importante en el número de templos budistas chinos desde los años 1980 debido a un incremento en la inmigración desde Asia Oriental, en especial en Vancouver.
También en Vancouver, existe una pequeña comunidad hinduista, algunos zoroastristas y una creciente población musulmana del sur de Asia, el Medio Oriente, los Balcanes y el Sudeste Asiático, entre otros.
Algunas personas en la región también son seguidoras de religiones alternativas, como la espiritualidad New Age y el neopaganismo. Una iglesia del Nuevo Pensamiento llamada el Centro de Enriquecimiento Vivo con unos 4.000 miembros estuvo ubicada en Wilsonville (Oregón), entre 1992 y 2004.
- Neale Donald Walsch, autor de Conversaciones con Dios, vive en Ashland (Oregón), en donde opera un centro de retiros.
- Gangaji, un profesor espiritual reconocido internacionalmente y discípulo de Poonjaji, también vive en Ashland (Oregón).
- Establecida en años anteriores, la escuela de entrenamiento del ser inmortal (según la organización) Ramtha tiene su sede en Yelm (Washington).
- Los seguidores del gurú Rajneesh, los sannyasins, establecieron un centro para sus creencias y estilo de vida cerca de Antelope (Oregón), el cual incluye un complejo ashram al igual que, por un tiempo, un intento por controlar la economía local.
- Los Emisarios de la Luz Divina tienen una presencia notable en la región de 100 Mile House (Columbia Británica), además de contar con un gran ashram en el lago Kootenay, al noroeste de Nelson.
- Hubo una comuna controlada por Brother Twelve en las islas del Golfo de Columbia Británica a principios del siglo XX.
- El Valle de Willamette en Oregón tiene una importante población de viejos creyentes rusos.[92]